# Concours Eurovision de la chanson 1994
- Pays participants
- Pays relégués ne pouvant pas participer
- Autres pays ayant participé dans le passé

Millstreet 1993 Dublin 1995
Le Concours Eurovision de la chanson 1994 fut la trente-neuvième édition du concours. Il se déroula le samedi 30 avril 1994, à Dublin, en Irlande. Il fut remporté par l'Irlande, pays hôte, avec la chanson Rock 'n' Roll Kids, interprétée par Paul Harrington et Charlie McGettigan. La Pologne termina deuxième et l’Allemagne, troisième.

## Organisation
L’Irlande, qui avait remporté l'édition 1993, se chargea de l’organisation de l’édition 1994.
L’Irlande devint ainsi le premier pays à organiser le concours deux années consécutives. En 1970, l’Espagne n’en avait pas eu l’opportunité. En 1974 et en 1980, le Luxembourg et Israël avaient renoncé, faute de moyens financiers.

## Pays participants
Vingt-cinq pays participèrent au trente-neuvième concours.
Pour la toute première fois, la règle de relégation fut mise en application. Les pays ayant terminé aux six dernières places de l’édition 1993, ne purent concourir. Il s'agissait de la Belgique, du Danemark, d'Israël, du Luxembourg, de la Slovénie et de la Turquie. La relégation du Luxembourg entraîna son retrait pour finalement revenir 31 ans plus tard en 2024, l’Italie décida également de se retirer, pour ne revenir qu’en 1997.
Les places ainsi libérées permirent à sept pays de faire leurs débuts : l’Estonie, la Hongrie, la Lituanie, la Pologne, la Roumanie, la Russie et la Slovaquie. Ce fut la première fois depuis 1956 qu’autant de pays firent leurs débuts.

## Format

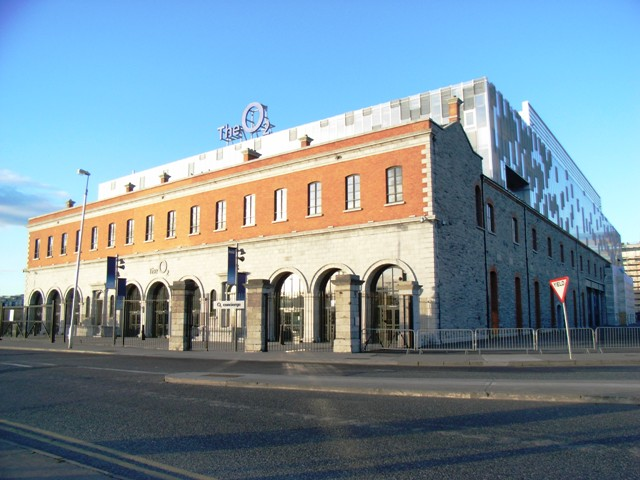
Le Point Theatre, à Dublin.

Le concours eut lieu au Point Theatre, à Dublin, une salle de concert inaugurée en 1988.
La scène représentait la ville de Dublin au XXIe siècle, entièrement transformée mais éternellement traversée par le fleuve Liffey. Le vaste podium était incrusté de spots lumineux et décoré de nombreux gratte-ciels miniatures. Ces derniers étaient illuminés et décorés de néons, certains comportant en outre des écrans vidéo intégrés. Du groupe central de gratte-ciels, sortait un sentier de damiers lumineux, figurant le Liffey et passant sous une passerelle métallique. L’arrière-fond pouvait prendre l’aspect d’un ciel au couchant ou d’un ciel étoilé. Le podium était bordé de deux rotondes formées de six colonnes supportant une architrave et soulignées de néons bleues. La rotonde de gauche était réservée aux présentateurs.
Le programme dura près de trois heures et deux minutes.
L'orchestre fut dirigé par Noel Kelehan. Il prit place à droite de la scène.
Étaient présents dans la salle, la présidente irlandaise, Mary Robinson, le premier ministre, Albert Reynolds, et le lord-maire de Dublin, John Gormley.

## Présentateurs
Les présentateurs de la soirée furent Cynthia Ní Mhurchú et Gerry Ryan. La première s’exprima en gaélique, en anglais et en français ; le second, en anglais et en français.

## Ouverture
L’ouverture du concours débuta par une vidéo, filmée de nuit dans les rues de Dublin. Elle mettait en scène la compagnie Macnas, spécialisée dans le théâtre de rue. Certains membres de la compagnie portaient des têtes gigantesques, caricatures d’irlandais célèbres : Oscar Wilde, James Joyce, Bob Geldof, Bono, Sinéad O’Connor, etc. D’autres étaient déguisés en animaux. Tous remontèrent le Liffey dans un drakkar, avant de danser et de chanter dans les rues de la capitale.
La troupe fit ensuite son entrée sur la scène du Point Theatre, accompagnée par les porte-drapeaux des vingt-cinq pays participants. Les présentateurs entrèrent à leur tour, sur une plate-forme métallique descendue des cintres et projetant des gerbes d’étincelles. Ils firent ensuite les introductions d’usage, saluant les personnalités officielles, les sept nouveaux pays, l’orchestre et Noel Kelehan.

## Cartes postales
Les cartes postales étaient de courtes vidéos. Dans leur première partie, elles montraient différents aspects de la vie culturelle et sociale irlandaise. Leur seconde partie voyait les artistes partir à la découverte de Dublin et de ses richesses artistiques.
Cynthia Ní Mhurchú et Gerry Ryan intervinrent ponctuellement afin d’expliquer aux téléspectateurs les images qui leur étaient présentées.

## Incident
Un incident se produisit lors de la dernière répétition générale : la représentante polonaise, Edyta Gorniak, interpréta la seconde partie de sa chanson en anglais. Or cette répétition était celle montrée aux jurys nationaux et qui leur permettait d’établir leurs notations. Six pays introduisirent une plainte officielle auprès de l’UER et demandèrent la disqualification immédiate de la Pologne. Cependant, pour que pareille demande aboutisse, il fallait qu’elle soit signée par treize pays. La plainte fut donc classée sans suite par l’UER.

## Chansons
Vingt-cinq  chansons concoururent pour la victoire.
La chanson irlandaise, Rock 'n' Roll Kids, s’attira dès sa sélection les plaisanteries des commentateurs et des experts. Ceux-ci jugèrent que l’Irlande s’était choisi la chanson la moins susceptible de gagner, pour éviter d’avoir à organiser le concours une troisième fois. Les bookmakers les suivirent sur cette voie, estimant qu’il était impossible pour un pays de remporter le concours trois années consécutives et que jamais aucun duo masculin n’avait décroché le grand prix.
L’une des membres du groupe allemand Mekado, Melanie Bender, n’était autre que la fille de Steve Bender. Ce dernier faisait partie du groupe Dschinghis Khan, qui avait représenté l’Allemagne en 1979 et fini quatrième.
La prestation la plus remarquée et la plus commentée de la soirée, fut celle de la représentante russe, Youddiph. Elle avait en effet revêtu une robe rouge modulable dont elle changea l’apparence au fil de sa chanson.
La représentante française, Nina Morato, fut la première artiste de l’histoire du concours à jurer durant sa prestation.

## Chefs d'orchestre
| Anders Berglund | Olli Ahvenlahti       | George Theophanous | Frank McNamara               | Michael Reed         | Miljenko Prohaska |
| --------------- | --------------------- | ------------------ | ---------------------------- | -------------------- | ----------------- |
| - Suède         | - Finlande            | - Chypre           | - Islande                    | - Royaume-Uni        | - Croatie         |
| Thilo Krassman  | Valeriano Chiaravalle | Urmas Lattikas     | Noel Kelehan                 | Anthony Chircop      | Harry van Hoof    |
| - Portugal      | - Suisse              | - Estonie          | - Grèce - Pologne - Roumanie | - Malte              | - Pays-Bas        |
| Norbert Daum    | Vladimír Valovič      | Tomas Leiburas     | Pete Knutsen                 | Sinan Alimanović     | Hermann Weindorf  |
| - Allemagne     | - Slovaquie           | - Lituanie         | - Norvège                    | - Bosnie-Herzégovine | - Autriche        |
| Josep Llobell   | Péter Wolf            | Lev Zemlinski      | Alain Goraguer               |                      |                   |
| - Espagne       | - Hongrie             | - Russie           | - France                     |                      |                   |

La chanson irlandaise fut la première de l’histoire du concours à ne recourir ni à l’orchestre, ni à une bande-son. La partition fut intégralement interprétée par les deux représentants, au piano et à la guitare, en acoustique.

## Entracte
Le spectacle d'entracte fut Riverdance, mélange de danses folkloriques irlandaises et de claquettes. À l’origine, la RTÉ avait commissionné le compositeur Bill Whelan, pour qu’il écrive un morceau de musique celtique traditionnelle. La chorégraphie du numéro fut confiée aux champions du monde de danse, Michael Flatley et Jean Butler.
Le soir du concours, Riverdance reçut une formidable ovation du public dans la salle. Par la suite, le morceau demeura classé dix-huit semaines dans les hit-parades irlandais et devint le plus grand succès commercial, non seulement de l’édition 1994 du concours, mais aussi de tous les numéros d’entracte jamais présentés. Il fut plus tard étendu à spectacle complet qui connut lui aussi un immense succès partout dans le monde et fut vu par des millions de personnes.

## Green room
Durant le vote, la caméra fit de nombreux plans sur les artistes à l’écoute des résultats, dans la green room. Apparurent notamment à l'écran Friderika Bayer, Paul Harrington, Charlie McGettigan, Edyta Górniak, le groupe Tublatanka et Tony Cetinski.

## Vote
Le vote fut décidé entièrement par un panel de jurys nationaux. Chaque jury devait attribuer 1, 2, 3, 4, 5, 6, 7, 8, 10 et 12 points à ses dix chansons préférées. Les points furent énoncés dans l’ordre ascendant, de un à douze.
Pour la toute première fois, les jurys furent contactés par satellite, selon l'ordre de passage des pays participants. Les téléspectateurs purent par conséquent voir à l’écran, le visage des porte-paroles.
Le superviseur délégué sur place par l'UER fut Christian Clausen. Avant le début de la procédure, il monta sur scène pour saluer Cynthia Ní Mhurchú et Gerry Ryan.
Dès le début du vote, la Hongrie s’empara de la tête, recevant la note maximale à trois reprises consécutives. Mais après le vote du jury croate, elle fut dépassée par l’Irlande, qui mena ensuite le vote jusqu’à la fin.

## Résultats
Ce fut la sixième victoire de l'Irlande au concours.
Plusieurs records furent établis ce soir-là. Premièrement, l’Irlande devint le premier pays à remporter le concours une sixième fois. Ce record fut égalé en 2015 par la Suède. Deuxièmement, elle devint le premier pays à le remporter trois années consécutives. Ce record tient toujours. Troisièmement, Charlie McGettigan, qui avait quarante-quatre ans, devint le vainqueur le plus âgé du concours. Ce record fut battu en 2000 par les Olsen Brothers, alors âgés de cinquante et quarante-six ans. Quatrièmement, ce fut la première fois que le concours fut remporté par un duo masculin et par une chanson acoustique. Cinquièmement, l’Irlande, en obtenant 226 points, battit le record de 187 points, établi par elle-même, l’année précédente. Ce record fut à son tour battu en 1997, lorsque le Royaume-Uni obtint 227 points.
Paul Harrington et Charlie McGettigan reçurent le trophée de la victoire des mains de Niamh Kavanagh, gagnante de l’année précédente. Ils continuèrent à se produire ensemble pendant une année, avant de reprendre leur carrière solo respective.
La Lituanie devint le sixième pays de l’histoire du concours à terminer dernier lors de ses débuts, après l'Autriche, en 1957 ; Monaco, en 1959 ; le Portugal, en 1964 ; Malte, en 1971 et la Turquie, en 1975.
| Ordre | Pays               | Artiste(s)                                  | Chanson                                      | Langue      | Place | Points |
| ----- | ------------------ | ------------------------------------------- | -------------------------------------------- | ----------- | ----- | ------ |
| 01    | Suède              | Marie Bergman & Roger Pontare               | Stjärnorna                                   | Suédois     | 13    | 48     |
| 02    | Finlande           | CatCat                                      | Bye Bye Baby                                 | Finnois     | 22    | 11     |
| 03    | Irlande H T        | Paul Harrington & Charlie McGettigan        | Rock 'n' Roll Kids                           | Anglais     | 1     | 226    |
| 04    | Chypre             | Evrydíki                                    | Íme ánthropos ki egó (Ειμαι άνθρωπος kι eγώ) | Grec        | 11    | 51     |
| 05    | Islande            | Sigga                                       | Nætur                                        | Islandais   | 12    | 49     |
| 06    | Royaume-Uni        | Frances Ruffelle                            | Lonely Symphony (We Will Be Free)            | Anglais     | 10    | 63     |
| 07    | Croatie            | Tony Cetinski                               | Nek'ti bude ljubav sva                       | Croate      | 16    | 27     |
| 08    | Portugal           | Sara Tavares                                | Chamar a música                              | Portugais   | 8     | 73     |
| 09    | Suisse             | Duilio                                      | Sto pregando                                 | Italien     | 19    | 15     |
| 10    | Estonie            | Silvi Vrait                                 | Nagu merelaine                               | Estonien    | 24    | 2      |
| 11    | Roumanie           | Dan Bittman                                 | Dincolo de nori                              | Roumain     | 21    | 14     |
| 12    | Malte              | Chris & Moira                               | More than Love                               | Anglais     | 5     | 97     |
| 13    | Pays-Bas           | Willeke Alberti                             | Waar is de zon?                              | Néerlandais | 23    | 4      |
| 14    | Allemagne          | Mekado                                      | Wir geben 'ne Party                          | Allemand    | 3     | 128    |
| 15    | Slovaquie          | Tublatanka                                  | Nekonečná pieseň                             | Slovaque    | 19    | 15     |
| 16    | Lituanie           | Ovidijus Vyšniauskas                        | Lopsine mylimai                              | Lituanien   | 25    | 0      |
| 17    | Norvège            | Elisabeth Andreassen & Jan Werner Danielsen | Duett                                        | Norvégien   | 6     | 76     |
| 18    | Bosnie-Herzégovine | Alma & Dejan                                | Ostani kraj mene                             | Bosnien     | 15    | 39     |
| 19    | Grèce              | Kostas Bigalis & The Sea Lovers             | To trehandíri (Tο tρεχαντήρι)                | Grec        | 14    | 44     |
| 20    | Autriche           | Petra Frey                                  | Für den Frieden der Welt                     | Allemand    | 17    | 19     |
| 21    | Espagne            | Alejandro Abad                              | Ella no es ella                              | Espagnol    | 18    | 17     |
| 22    | Hongrie            | Friderika Bayer                             | Kinek mondjam el vétkeimet?                  | Hongrois    | 4     | 122    |
| 23    | Russie             | Youddiph                                    | Večnyj strannik (Вечный странник)            | Russe       | 9     | 70     |
| 24    | Pologne            | Edyta Górniak                               | To nie ja!                                   | Polonais    | 2     | 166    |
| 25    | France             | Nina Morato                                 | Je suis un vrai garçon                       | Français    | 7     | 74     |

## Anciens participants
| Artiste              | Pays    | Année(s) précédente(s)                                                                    |
| -------------------- | ------- | ----------------------------------------------------------------------------------------- |
| Elisabeth Andreassen | Norvège | 1982 (pour la Suède, comme membre de Chips), 1985 (comme membre de Bobbysocks, vainqueur) |
| Marie Bergman        | Suède   | 1971 et 1972 (comme membre de Family Four)                                                |
| Evrydíki             | Chypre  | 1992                                                                                      |
| Sigga                | Islande | 1990 (comme membre de Stjórnin), 1992 (comme membre de Heart 2 Heart)                     |

## Tableau des votes
| Drapeau de la Suède                               | Drapeau de la Finlande | Drapeau de l'Irlande | Drapeau de Chypre | Drapeau de l'Islande | Drapeau du Royaume-Uni | Drapeau de la Croatie | Drapeau du Portugal | Drapeau de la Suisse | Drapeau de l'Estonie | Drapeau de la Roumanie | Drapeau de Malte | Drapeau des Pays-Bas | Drapeau de l'Allemagne | Drapeau de la Slovaquie | Drapeau de la Lituanie | Drapeau de la Norvège | Drapeau de la Bosnie-Herzégovine | Drapeau de la Grèce | Drapeau de l'Autriche | Drapeau de l'Espagne | Drapeau de la Hongrie | Drapeau de la Russie | Drapeau de la Pologne | Drapeau de la France | Total |    |     |
| Pays                                              | Suède                  |                      | –                 | –                    | –                      | 2                     | –                   | –                    | –                    | 7                      | 2                | –                    | 3                      | 6                       | 5                      | –                     | 5                                | 10                  | –                     | –                    | 5                     | 1                    | 2                     | –                    | –     | –  | 48  |
| Pays                                              | Finlande               | –                    |                   | –                    | –                      | –                     | –                   | –                    | –                    | –                      | –                | –                    | –                      | –                       | –                      | –                     | –                                | –                   | 1                     | 10                   | –                     | –                    | –                     | –                    | –     | –  | 11  |
| Pays                                              | Irlande                | 10                   | 7                 |                      | 8                      | 12                    | 10                  | 12                   | 12                   | 12                     | 10               | 8                    | 5                      | 12                      | 12                     | 6                     | 10                               | 12                  | 10                    | –                    | 10                    | 10                   | 10                    | 12                   | 8     | 8  | 226 |
| Pays                                              | Chypre                 | –                    | 10                | –                    |                        | 3                     | –                   | –                    | 5                    | 2                      | –                | –                    | –                      | –                       | –                      | –                     | –                                | 5                   | –                     | 12                   | –                     | 4                    | –                     | 2                    | 5     | 3  | 51  |
| Pays                                              | Islande                | 8                    | 1                 | 6                    | –                      |                       | 6                   | –                    | 3                    | 3                      | –                | –                    | –                      | –                       | –                      | 1                     | 3                                | –                   | –                     | –                    | 3                     | 6                    | –                     | 1                    | 4     | 4  | 49  |
| Pays                                              | Royaume-Uni            | –                    | –                 | 1                    | 5                      | –                     |                     | 6                    | 8                    | 8                      | 5                | –                    | –                      | 2                       | 4                      | 3                     | –                                | 2                   | 4                     | –                    | 1                     | 3                    | 3                     | 5                    | 3     | –  | 63  |
| Pays                                              | Croatie                | –                    | –                 | –                    | –                      | –                     | –                   |                      | –                    | –                      | –                | –                    | 10                     | –                       | –                      | 12                    | –                                | –                   | –                     | 5                    | –                     | –                    | –                     | –                    | –     | –  | 27  |
| Pays                                              | Portugal               | 5                    | 5                 | 8                    | –                      | 8                     | 8                   | –                    |                      | 5                      | –                | –                    | 1                      | 3                       | –                      | –                     | –                                | –                   | –                     | –                    | –                     | 12                   | 7                     | 4                    | 1     | 6  | 73  |
| Pays                                              | Suisse                 | –                    | –                 | –                    | –                      | –                     | –                   | –                    | –                    |                        | –                | –                    | 8                      | –                       | –                      | –                     | –                                | –                   | –                     | –                    | –                     | 2                    | –                     | –                    | –     | 5  | 15  |
| Pays                                              | Estonie                | –                    | –                 | –                    | –                      | –                     | –                   | –                    | –                    | –                      |                  | –                    | –                      | –                       | –                      | –                     | –                                | –                   | –                     | 2                    | –                     | –                    | –                     | –                    | –     | –  | 2   |
| Pays                                              | Roumanie               | –                    | –                 | –                    | –                      | –                     | –                   | –                    | –                    | –                      | –                |                      | 6                      | –                       | –                      | –                     | 2                                | –                   | –                     | 6                    | –                     | –                    | –                     | –                    | –     | –  | 14  |
| Pays                                              | Malte                  | 4                    | 6                 | 10                   | 2                      | –                     | 1                   | 7                    | 4                    | 6                      | 7                | 10                   |                        | 1                       | 3                      | 10                    | 7                                | –                   | 12                    | 7                    | –                     | –                    | –                     | –                    | –     | –  | 97  |
| Pays                                              | Pays-Bas               | –                    | –                 | –                    | –                      | –                     | –                   | –                    | –                    | –                      | –                | –                    | –                      |                         | –                      | –                     | –                                | –                   | –                     | –                    | 4                     | –                    | –                     | –                    | –     | –  | 4   |
| Pays                                              | Allemagne              | 6                    | 3                 | 5                    | 6                      | 7                     | 7                   | 10                   | 10                   | –                      | 3                | 12                   | –                      | 4                       |                        | 7                     | 4                                | 1                   | 7                     | –                    | 2                     | 8                    | 12                    | 7                    | 7     | –  | 128 |
| Pays                                              | Slovaquie              | –                    | –                 | –                    | –                      | –                     | –                   | –                    | –                    | –                      | –                | –                    | 12                     | –                       | –                      |                       | –                                | –                   | –                     | 3                    | –                     | –                    | –                     | –                    | –     | –  | 15  |
| Pays                                              | Lituanie               | –                    | –                 | –                    | –                      | –                     | –                   | –                    | –                    | –                      | –                | –                    | –                      | –                       | –                      | –                     |                                  | –                   | –                     | –                    | –                     | –                    | –                     | –                    | –     | –  | 0   |
| Pays                                              | Norvège                | 7                    | –                 | 3                    | 10                     | 1                     | 4                   | 3                    | –                    | 1                      | 8                | 4                    | –                      | 7                       | 2                      | –                     | 1                                |                     | 6                     | 1                    | –                     | 5                    | 8                     | 8                    | –     | –  | 76  |
| Pays                                              | Bosnie-Herz.           | –                    | 2                 | –                    | –                      | –                     | –                   | 4                    | –                    | –                      | –                | –                    | 7                      | –                       | –                      | 8                     | –                                | –                   |                       | –                    | –                     | 7                    | 1                     | –                    | –     | 10 | 39  |
| Pays                                              | Grèce                  | 2                    | 4                 | –                    | 12                     | –                     | –                   | –                    | –                    | –                      | –                | 6                    | 4                      | –                       | 1                      | 5                     | –                                | 4                   | –                     |                      | –                     | –                    | 4                     | –                    | 2     | –  | 44  |
| Pays                                              | Autriche               | 1                    | –                 | –                    | 7                      | –                     | 3                   | 2                    | –                    | –                      | –                | 1                    | –                      | –                       | –                      | –                     | –                                | –                   | 5                     | –                    |                       | –                    | –                     | –                    | –     | –  | 19  |
| Pays                                              | Espagne                | –                    | –                 | –                    | –                      | –                     | –                   | –                    | –                    | –                      | –                | 5                    | –                      | –                       | –                      | 2                     | –                                | –                   | –                     | 8                    | –                     |                      | –                     | –                    | –     | 2  | 17  |
| Pays                                              | Hongrie                | 12                   | 12                | 12                   | –                      | 10                    | 2                   | 5                    | 1                    | 4                      | 4                | 2                    | –                      | 10                      | 7                      | –                     | –                                | 8                   | 3                     | –                    | 8                     | –                    |                       | 3                    | 12    | 7  | 122 |
| Pays                                              | Russie                 | –                    | –                 | 4                    | 3                      | 4                     | 5                   | 1                    | 2                    | –                      | 1                | 3                    | –                      | 5                       | 6                      | –                     | 6                                | 3                   | –                     | 4                    | 6                     | –                    | 6                     |                      | 10    | 1  | 70  |
| Pays                                              | Pologne                | –                    | 8                 | 7                    | 1                      | 6                     | 12                  | 8                    | 7                    | 10                     | 12               | 7                    | 2                      | 8                       | 10                     | 4                     | 12                               | 6                   | 8                     | –                    | 12                    | –                    | 8                     | 6                    |       | 12 | 166 |
| Pays                                              | France                 | 3                    | –                 | 2                    | 4                      | 5                     | –                   | –                    | 6                    | –                      | 6                | –                    | –                      | –                       | 8                      | –                     | 8                                | 7                   | 2                     | –                    | 7                     | –                    | –                     | 10                   | 6     |    | 74  |
| Le tableau suit l'ordre de passage des candidats. |                        |                      |                   |                      |                        |                       |                     |                      |                      |                        |                  |                      |                        |                         |                        |                       |                                  |                     |                       |                      |                       |                      |                       |                      |       |    |     |

## Télédiffuseurs
Pays participants
| Pays               | Télédiffuseur(s)           | Commentateur(s)                       | Porte-parole          |
| ------------------ | -------------------------- | ------------------------------------- | --------------------- |
| Allemagne          | Erstes Deutsches Fernsehen | Jan Hofer                             | Carmen Nebel          |
| Allemagne          | Deutschlandfunk            | Roger Horné                           | Carmen Nebel          |
| Autriche           | ORF 1                      | Ernst Grissemann                      | Tilia Herold          |
| Autriche           | Hitradio Ö3                | Martin Blumenau                       | Tilia Herold          |
| Bosnie-Herzégovine | TVBiH                      | Ismeta Dervoz-Krvavac                 | Diana Grković-Foretić |
| Chypre             | RIK 1                      | Evi Papamichail                       | Anna Partelidou       |
| Chypre             | CyBC Radio 2               | Pavlos Pavlou                         | Anna Partelidou       |
| Croatie            | HRT 2                      | Aleksandar Kostadinov                 | Helga Vlahović        |
| Croatie            | HR 2                       | Draginja Balaš                        | Helga Vlahović        |
| Espagne            | TVE1                       | José Luis Uribarri                    | María Ángeles Balañac |
| Estonie            | Eesti Televisioon          | Vello Rand                            | Urve Tiidus           |
| Estonie            | Raadio 2                   | Marko Reikop                          | Urve Tiidus           |
| Finlande           | YLE TV1                    | Erkki Pohjanheimo & Kirsi-Maria Niemi | Solveig Herlin        |
| Finlande           | YLE Radio 1                | Aki Sirkesalo                         | Solveig Herlin        |
| France             | France 2                   | Patrice Laffont                       | Laurent Romejko       |
| Grèce              | ET1                        | Dáfni Bókota                          | Fotini Giannoulatou   |
| Grèce              | ERA ERT1                   | Giorgos Mitropoulos                   | Fotini Giannoulatou   |
| Hongrie            | MTV2                       | István Vágó                           | Iván Bradányi         |
| Hongrie            | Rádió Kossuth              | ?                                     | Iván Bradányi         |
| Irlande            | RTÉ1                       | Pat Kenny                             | Eileen Dunne          |
| Irlande            | RTÉ Radio 1                | Larry Gogan                           | Eileen Dunne          |
| Islande            | Sjónvarpið                 | Jakob Frímann Magnússon               | Sigríður Arnardóttir  |
| Lituanie           | LTV                        | Darius Užkuraitis                     | Gitana                |
| Malte              | TVM                        | Charles Arrigo                        | John Demanuele        |
| Norvège            | NRK                        | Jostein Pedersen                      | Sverre Christophersen |
| Pays-Bas           | Nederland 3                | Willem van Beusekom                   | Joop van Os           |
| Pays-Bas           | Radio 2                    | Cornald Maas                          | Joop van Os           |
| Pologne            | TVP 1                      | Artur Orzech                          | Jan Chojnacki         |
| Pologne            | Polskie Radio Program I    | Dorota Wellman                        | Jan Chojnacki         |
| Portugal           | Canal 1                    | Eládio Climaco                        | Isabel Bahia          |
| Roumanie           | TVR1                       | Gabriela Cristea                      | Cristina Topescu      |
| Royaume-Uni        | BBC1                       | Terry Wogan                           | Colin Berry           |
| Royaume-Uni        | BBC Radio 2                | Ken Bruce                             | Colin Berry           |
| Russie             | RTR                        | Vadim Dolgachev                       | Irina                 |
| Russie             | La Voix de la Russie       | ?                                     | Irina                 |
| Slovaquie          | STV1                       | Alena Heribanová                      | Juraj Čurný           |
| Slovaquie          | Rádio FM                   | Špela Močnik                          | Juraj Čurný           |
| Suède              | SVT Kanal1                 | Pekka Heino                           | Marianne Anderberg    |
| Suisse             | TSR                        | Jean-Marc Richard                     | Sandra Simó           |
| Suisse             | SF DRS                     | Bernard Thurnheer                     | Sandra Simó           |
| Suisse             | TSI                        | Wilma Gilardi                         | Sandra Simó           |

Pays relégués
| Pays     | Télédiffuseur(s)       | Commentateur(s)     |
| -------- | ---------------------- | ------------------- |
| Belgique | RTBF1                  | Jean-Pierre Hautier |
| Belgique | RTBF La Première       | Patrick Duhamel     |
| Belgique | BRTN TV2               | André Vermeulen     |
| Belgique | BRTN Radio 2           | Julien Put          |
| Danemark | DR TV                  | Jørgen de Mylius    |
| Danemark | DR P3                  | Ole Jacobsen        |
| Israël   | Télévision Israélienne | pas de commentateur |
| Slovénie | SLO2                   | Tajda Lekše         |
| Turquie  | TRT TV1                | Bülend Özveren      |